# 그라이프스발더 SC
그라이프스발더 SC(독일어: Greifswalder Sport Club)는 독일 메클렌부르크포어포메른주 그라이프스발트를 연고로 하던 선수단이다. 1926년부터 1945년까지, 그리고 1990년부터 2003년까지 활동했으며, 축구, 탁구, 육상, 볼링, 체스와 같은 종목들을 운영했다.

## 참고 자료
- Hanns Leske: Enzyklopädie des DDR-Fußballs. Verlag Die Werkstatt, Göttingen 2007, ISBN 978-3-89533-556-3, S. 417.